# 松尾神社 (宝塚市)
松尾神社（まつおじんじゃ）は兵庫県宝塚市山本にある神社である。地元では「東の宮さん」と呼ばれ、西の天満神社と並んで旧川辺郡山本村の産土神。例祭は天満神社と共催で、だんじり祭が行われる。

## 祭神
- 大山咋命
- 坂上田村麻呂公

## 歴史
『柏葉集』『松尾丸社縁起』によると阿智王から八代目の坂上苅田麻呂が山城国松尾大社に祈り得た子が坂上田村麻呂であり、幼名を松尾丸と名付けられた。多田盆地を本拠とした清和源氏の源満仲は、御家人である坂上田村麻呂を祖とする坂上党武家団の棟梁坂上頼次を山本郷の守護とした。頼次は田村麻呂の遺品を奉斎して山本郷を開郷し、坂上氏一族を配して多田政所の警衛にあたった。
頼次の子孫であり渡辺綱、碓井貞光、坂田金時らと源頼光に仕えた浦辺太郎坂上季猛が、安和年間に祖先である坂上田村麻呂を祀り山本郷の産土社として天下平治を祈願したのが将軍宮松尾丸社の創建と伝えられている。
松尾丸社は将軍家の祖神として崇敬され、中でも源頼朝の信仰が厚かったという。将軍交代の折に守護弓として新製弓を建造し、全国の武家も用いたと伝わる。
創建当時は坂上田村麻呂が主祭神であったが、治承元年（1177年）に山本庄が松尾大社に寄進された際、松尾大社の祭神である大山咋神を合祀したと考えられる。
当地で守護を続けた坂上氏は室町時代末、天正年間に織田信長方に付いた塩川国満により山本郷は侵略され武装放棄。松尾丸社も炎上したが、慶長年間（17世紀初）に現在地へ移して松尾神社と改称した。
その後、坂上氏は当地で花木の栽培を生業とし、山本の植木産業の礎を築く。また、天満神社を創建した若池氏の子孫とともに松尾神社・天満神社二座の宮座の運営を交代で務め、地元では宮衆と呼ばれた。
江戸時代には松尾大権現と呼ばれた。

## 社殿・境内
本殿一間社
- 流造杮葺で、寛文11年（1671年）に再建されている。

境内外社ほか
- 薬師如来を安置する薬師堂がある。

## 祭事・年中行事
- 2月20日 - 御弓祭
- 5月8日 - 春季大祭。天満神社と共催で神輿渡御が行われる。「とんとこ祭」と呼ばれる。
- 9月1日 - 八朔祭
- 10月24日・25日 - 例祭（秋季大祭）天満神社と共催でだんじり祭が行われる。3基の地車が二座へ宮入りする。

## 文化財
- 本殿が宝塚市の指定文化財、境内は自然環境保全地区に指定されている。

## 山本の植木
- 10世紀、坂上頼次が山本の屋敷周辺に花園を作って草花を栽培したのが始まりという。
- 鎌倉時代、子孫の坂上頼定が造園の術に優れ、園芸家として社会的地位を得る。
- 安土桃山時代になって、第34代山本荘司の坂上頼泰が「接木法」を広め、豊臣秀吉から「木接太夫」（きつぎだゆう）の称号を受けた。
- 現在、山本周辺は、国内でも有数の植木産地となっている。阪急山本駅前には「木接太夫彰徳碑」がある。

## 交通
- 阪急宝塚本線山本駅から徒歩8分